# Cormiso
Cormiso (en búlgaro: Кормисош) fue gobernante de Bulgaria en 753 y 756.
La  Nominalia de los kanes de Bulgaria dice que pertenecía al clan Ukil (o Vokil) y gobernó durante 17 años. De acuerdo con la cronología desarrollada por Moskov, Cormiso habría reinado en 737-754. Otras cronologías colocan su reinado en 753 a 756, pero no pueden reconciliarse con el testimonio de la "Nominalia" (o bien obliga a suponer un largo período de corregencia).
La "Nominalia", destaca el hecho de que la ascensión de Cormiso representa un cambio de dinastía, pero no está claro que fuera a través de la violencia. El reinado de Cormiso
inauguró un largo período de guerra con el Imperio bizantino. El emperador bizantino Constantino V había comenzado a fortificar la frontera y empezó a instalar armenios y sirios en la Tracia bizantina. En respuesta Cormiso demandó el pago de tributos, lo que tal vez constituía un aumento de los pagos tradicionales. Rechazada la demanda, Cormiso incursionó en Tracia, llegando a la Muralla de Anastasio que se extiende entre el mar Negro y el mar de Mármara a 40 km en frente de Constantinopla. Constantino V salió con su ejército, derrotó a los búlgaros y los puso en fuga. A veces se supone que esta derrota llevó al reinado de Cormiso a su fin a través de un golpe de Estado, sin embargo el siguiente gobernante, Vinekh pudo haber sido de la misma casa real.
En el siglo xvii, Bulgaria del Volga compuso el Ya'far Tarij (una obra de autenticidad en disputa) en el que representa a Korymdžes (es decir, Cormiso) como el nieto materno de Ajjar de Bulgaria (por lo demás desconocido, pero posiblemente el primero de los nombres perdidos de la "Nominalia"). De acuerdo a la misma obra, Cormiso había sido elegido como gobernante por la deposición de Sevar y al final de su reinado abdicó en favor del hijo de su hermana Bunek (es decir, Vinekh).